# Saint Etienne
I Saint Etienne sono un gruppo musicale indie dance inglese, capeggiato da Sarah Cracknell e attivo dal 1988. L'ex giornalista musicale Bob Stanley e Pete Wiggs sono gli altri componenti abituali della band.

## Nome
Si chiamano così dal nome non dalla città francese Saint-Étienne, ma dalla sua squadra di calcio, ovvero l'Association Sportive de Saint-Étienne Loire. Questo riscontro è anche tangibile nell'intro del disco d'esordio, che è uno spezzone di una trasmissione calcistica radiofonica francese, ovvero This Is Radio Etienne.

## Storia del gruppo
Bob Stanley e Pete Wiggs sono amici d'infanzia ed entrambi svolgono le professioni di DJ e giornalisti a Londra. Ad un certo punto decidono di dar vita a un gruppo musicale e contattano la cantante Sarah Cracknell (figlia di Derek Cracknell, ex assistente alla regia di Stanley Kubrick). Inizialmente alla voce vi sono anche Moria Lambert, che interpreta la prima hit del gruppo, ossia la cover di Neil Young Only Love Can Break Your Heart, e Donna Savage, che invece canta nel successivo singolo Kiss and Make Up. Alla fine Sarah conquista stabilmente il ruolo di cantante principale.
Stabilizzatosi a Camden, il gruppo firma un contratto con la label indipendente Heavenly. Dopo alcuni singoli, pubblicano l'album di debutto, ossia Foxbase Alpha (settembre 1991). Il disco miscela in una forma crossover diversi generi musicali (dub, dance), ma si può etichettare come indie pop. La copertina dell'album raffigura la modella Celina Nash. Il già citato singolo Only Love Can Break Your Heart è cantato da Moira Lambert (voce del gruppo Faith Over Reason). Il brano Nothing Can Stop Us Now è invece caratterizzato dal sample di un brano di Dusty Springfield e sarà reinciso una seconda volta dal gruppo con la voce di Kylie Minogue circa due anni dopo.
Il secondo album del gruppo è So Tough (marzo 1993). Il disco si mantiene sul livello del precedente, senza particolari innovazioni nello stile. Inoltre una caratteristica di entrambi gli album è la presenza di spezzoni di film inseriti a far da "ponte" tra un brano e l'altro. Anche in questo caso la foto di copertina ritrae la modella Celina Nash, questa volta in una foto da bambina. Il singolo estratto dall'album è Avenue, scritto con Maurice Deebank (ex chitarrista dei Felt). In Calico partecipa come ospite la rapper Q-Tee.
So Tough riscuote molto più successo del precedente ed arriva a classificarsi al settimo posto nella classifica degli Stati Uniti.
Appena un anno dopo (giugno 1994) il gruppo pubblica un lavoro più ambizioso e diverso dal punto di vista stilistico. Si tratta di Tiger Bay (con riferimento all'omonimo film di J. Lee Thompson del 1959), un concept album vagamente incentrato sul tema della morte. L'album è composto e registrato in un bosco e contiene dodici tracce prodotte con sonorità dance, techno e anche folk, in una sorta di folktronica ancora sconosciuta ai tempi. Tra gli ospiti del disco vi sono Simon Price, giornalista ed ex collega di Stanley e Wiggs (coautore della title track) e Shara Nelson, vocalist di Unfinished Sympathy dei Massive Attack (in On the Shore). Diversi brani tratti da questo album, che raggiunge l'ottavo posto della classifica statunitense, verranno remixati da numerosi artisti e DJ.
Nel 1996 Sarah Cracknell debutta come solista con l'album Lipslide. Successivamente Sarah torna in studio in Svezia con Stanley e Wiggs per registrare il nuovo album dei Saint Etienne.
Nell'aprile 1998 esce Good Humor. In cabina di regia vi è anche Tore Johansson (già con Franz Ferdinand, The Cardigans e Suede) che decide di affiancare al gruppo una sezione acustica di archi e fiati. 
Il disco però trova spiazzato il pubblico (18º posto in classifica raggiunto) e soprattutto la critica, nonostante la pubblicazione di due singoli (The Bad Photographer e Sylvia). La versione statunitense dell'album comprende anche un secondo CD intitolato Fairfax High e contenente diverse B-side e remix.
Anticipato dall'EP Places to Visit (1999), nel giugno 2000 esce il terzo album del gruppo, Sound of Water. Le registrazioni di questo disco avvengono principalmente a Berlino con Stefan Schneider (Kreidler) e con i fratelli Robert e Ronald Lippok (To Rococo Rot). Il disco risulta influenzato dalla musica ambient e da quella minimalista.
Nel settembre 2002 il gruppo ritorna con un nuovo album. Si tratta di Finisterre ritorna ad essere accessibile al grande pubblico ma, complice la produzione semplice e le melodie "sdolcinate" non ottiene la fortuna prevista.
Nel 2005 esce Tales From Turnpike House. Si tratta di un concept album incentrato sul tema della vita nelle case popolari nel quartiere londinese di Islington. I Saint Etienne in questo album vengono affiancati dagli Xenomania (Brian Higgins e Miranda Cooper). Il brano A Good Thing viene incluso nel film Volver di Pedro Almodóvar (2006), mentre il singolo estratto è Side Streets.
A questo punto il gruppo si prende una lunga pausa dai lavori in studio. Nel frattempo pubblica una doppia antologia chiamata London Conversation (pubblicata anche in un'edizione con allegato DVD).
Nel maggio 2012 il gruppo ritorna con Words and Music by Saint Etienne. Il filo conduttore del disco è l'amore del gruppo per la musica: si tratta di un ritorno ai ritmi pop e folk dei primi album.

## Collaborazioni e altri lavori
Parallelamente ai lavori in studio, i Saint Etienne hanno pubblicato una serie di EP, singoli, B-side, remix, cover, versioni alternative e lavori vari sparsi un po' ovunque. Hanno inoltre collaborato con diversi artisti e hanno realizzato colonne sonore. Molti di questi lavori sono stati pubblicati in edizione limitata o solo in formato digitale.
Nel 1992 collaborano con Flowered Up e The Rockingbirds nello split EP The Fred.
Nel dicembre 1993 hanno pubblicato l'EP Xmas 93 realizzato con Tim Burgess. Nel 1995 invece hanno realizzato con Étienne Daho un altro EP, Reserection.
Nel 1999 è stato pubblicato un album solo per il mercato statunitense, Places to Visit. Nello stesso anno, solo in Giappone, hanno commercializzato The Misadventures of Saint Etienne (registrato nel 1997), colonna sonora del film indipendente The Misadventures of Margaret. Nel 2000 collaborano con Paul van Dyk nella canzone Tell Me Why (The Riddle) inserita nell'album Out There and Back del musicista tedesco. Nel 2001 hanno distribuito Interlude, collezione di B-side solo per il mercato statunitense.
Nel 2005 hanno pubblicato un EP di musica per bambini chiamato Up the Wooden Hills. 
Nel 2006 hanno distribuito What Have You Done Today Mervyn Day?, colonna sonora del film omonimo realizzato dallo stesso gruppo.
Nel gennaio 2008 hanno pubblicato Boxette (edizione limitata e numerata), un box-set di quattro CD contenente le riedizioni degli EP I Love to Paint (1994), Built on Sand (1999), Aspleep at the Wheels of Steel (2004), nonché 12 tracce inedite pubblicate sotto il titolo Eric Random.
Nel novembre 2010 hanno pubblicato A Glimpse of Stocking, un album di canzoni di Natale con sette nuove tracce.
Nel periodo iniziale della loro carriera di musicisti, inoltre, Wiggs e Stanley hanno formato un gruppo (in collaborazione con Jarvis Cocker) chiamato Golden, del quale faceva parte la fotomodella Celina Nash (ritratta in copertina degli album). I Golden hanno registrato solo un EP.

## Discografia

### Album studio
- 1991 - Foxbase Alpha (Heavenly/Warner Bros.)
- 1993 - So Tough (Heavenly/Warner Bros.)
- 1994 - Tiger Bay (Heavenly/Warner Bros.)
- 1998 - Good Humor (Creation/Sub Pop)
- 2000 - Sound of Water (Sub Pop/Mantra)
- 2002 - Finisterre (Sub Pop/Mantra)
- 2005 - Tales from Turnpike House (Sanctuary/Savoy Jazz)
- 2012 - Words and Music by Saint Etienne (Heavenly/Casablanca)
- 2017 - Home Counties
- 2021 - I've Been Trying to Tell You

### Colonne sonore
- 1999 - The Misadventures of Saint Etienne (solo in Giappone)
- 2006 - What Have You Done Today Mervyn Day?

### Remix
- 1996 - Casino Classics
- 2009 - Foxbase Beta

### Raccolte
- 1993 - You Need a Mess of Help to Stand Alone (raccolta di B-side)
- 1995 - Fairy Tales from Saint Etienne
- 1995 - Too Young to Die: Singles 1990-1995
- 1997 - Continental (contiene inediti, cover e versioni alternative; pubblicato inizialmente solo in Giappone, è stato ripubblicato nel 2009 come doppio CD in Gran Bretagna)
- 1998 - Fairfax High (è un secondo CD allegato alla versione statunitense di Good Humor)
- 2001 - Interlude (B-sides del periodo 1998-2001, solo negli Stati Uniti)
- 2001 - Smash the System: Singles and More
- 2004 - Travel Edition 1990-2005 (solo negli Stati Uniti)
- 2005 - Smash the System: Singles 1990-99
- 2009 - London Conversations: The Best of Saint Etienne (in diverse versioni: 2 CD, 2 CD+DVD, doppio vinile)

### Box set
- 2011 - Saint Etienne On 45: Part 1

### EP
- 1993 - Xmas 93 (con Tim Burgess; conosciuto anche come I Was Born on Christmas Day)
- 1995 - Reserection (con Étienne Daho; accreditato a nome Saint Etienne Daho)
- 1999 - Places to Visit (solo negli Stati Uniti)
- 2005 - Up the Wooden Hills (musica per bambini)
- 2010 - Only Love Can Break Your Heart (Remix EP) (remix)

### Split
- 1992 - The Fred EP con Flowered Up e The Rockingbirds

### Pubblicazioni per il fan club
Album
- 1995 - I Love to Paint
- 1999 - Built on Sand (Rarities: 1994-1999) (raccolta di outtake, demo e rarità)
- 2002 - Asleep at the Wheels of Steel
- 2006 - Nice Price (raccolta di demo, versioni alternative e remix)
- 2006 - What Have You Done Today Mervyn Day? (prima della pubblicazione su larga scala)
- 2008 - Boxette (raccolta di rarità con inediti)
- 2010 - A Glimpse of Stocking (canzoni di Natale e inediti)